# Esglésies Baptistes Independents
Les Esglésies Baptistes Independents, són congregacions cristianes, que generalment tenen creences baptistes conservadores (o fins i tot fonamentalistes). El terme "independent" es refereix a la posició doctrinal, pel que fa l'autonomia de l'Església i la negativa a unir-se o afiliar-se, per part d'aquestes esglésies, a qualsevol convenció o estructura jeràrquica organitzada.

## Història
La tradició baptista independent va començar a la fi del segle xix i principis del segle XX entre les congregacions baptistes locals, els membres de les quals estaven preocupats per l'avanç del modernisme i el liberalisme en les denominacions cristianes i en les convencions baptistes nacionals dels Estats Units i el Regne Unit.
En resposta a les preocupacions dels seus membres, algunes esglésies baptistes locals es van separar en massa de les seves respectives denominacions i convencions anteriors, i van establir les seves respectives congregacions com a esglésies baptistes independents. En altres casos, els membres més conservadors de les esglésies existents, es van retirar de les seves congregacions locals, i van establir noves esglésies baptistes independents.

## Demografia
Els membres de les esglésies baptistes independents representen a un 2,5% de la població adulta dels Estats Units, segons a una enquesta de 2014, realitzada pel Pew Research Center.